# 佛羅里達領地
佛羅里達領地（英語：Florida Territory）是美國歷史上的一個合併建制領土，存在於1822年3月30日至1845年3月3日之間，之後升格為美國第27個州佛羅里達州。該地區原是西班牙殖民地，在1819年成為美國領土。佛羅里達領地的範圍大致等於現在的佛羅里達州。